# خليج بيسكاين
خليج بيسكاين ، أو بيسكاين باي (بالأنجليزية Biscayne Bay)، أو باهيا فيزكاينا (بالأسبانية Bahía Vizcaína)، هي بحيرة شاطئية يبلغ طولها حوالي 35 ميلًا (56 كم) وعرضها يصل إلى 8 أميال (13 كم) وتقع على ساحل المحيط الأطلسي في جنوب فلوريدا، الولايات المتحدة. عادة ما يتم تقسيمها لأغراض المناقشة والتحليل إلى ثلاثة أجزاء: شمال الخليج ووسط الخليج وجنوب الخليج. وتبلغ مساحتها 428 ميل مربع (1110 كم 2). يغطي حوضها 938 ميل مربع (2430 كم 2).

## الجغرافية
تقع منطقة شمال الخليج (North Bay) بين الجزيرة الحاجزة «ميامي بيتش» وميامي في البر الرئيسي. وقد تأثرت بشدة خلال القرن الماضي بإطلاقات مياه الصرف الصحي، الجريان السطحي في المناطق الحضرية، الحاجز الساحلي للشواطئ، التجريف، إنشاء جزر اصطناعية وفقدان تدفق المياه العذبة الطبيعية إلى الخليج. ومع ذلك، فقد تحسنت جودة المياه بشكل مطرد منذ أن بدأت المراقبة المنتظمة في عام 1979. تمثل منطقة شمال الخليج 10 ٪ فقط من مساحة المياه في خليج بيسكاين.
منطقة وسط الخليج (أو الخليج المركزي Central Bay) هي أكبر جزء من خليج بيسكاين. يتم فصلها عن المحيط الأطلسي بواسطة صمام أمان. وقد تأثرت سلبًا بشكل أساسي بالحصى، والجريان السطحي في المناطق الحضرية التي تصريف قنواتها، وفقدان تدفق المياه العذبة الطبيعية.
منطقة جنوب الخليج (South Bay) مساحتها كبيرة مثل المنطقة الوسطى، وهي الأقل تأثراً بالأنشطة البشرية، على الرغم من أنها تعاني أيضًا من فقدان تدفق المياه العذبة الطبيعية. وينتهي جنوب خليج بيسكاين عند سلسلة من الجزر المرجانية تسمى فلوريدا كيز والتي تفصله عن مضيق فلوريدا.

## المواصلات
كان أول جسر عبر خليج بيسكين هو جسر كولينز الخشبي (Collins Bridge) الذي يبلغ طوله 2.5 ميل (4.0 كم) والذي تم بناؤه في عام 1912 من قبل جون أس كولينز وصهره «توماس بانكاست»، الذي شكل مؤسسة «ميامي بيتش للتطوير»؛ وتم توفير التمويل اللازم من قبل كارل جي. فيشر ووالأخوين المصرفيين «جون إن لوموس» و«جيمس لوموس». بدأت أعمال البناء في 22 يوليو 1912. على الرغم من أن تكلفة المشروع كانت في البداية 75000 دولار، الا أنه واجه تأخيرات وتجاوزات في التكاليف. وتم اعتبار الجسر أطول جسر خشبي للسيارات في العالم. كان الجسر يتطلب دفع النقود مقابل عبور السيارات منه، وفي عام 1920 تم تخفيض سعر العبور (للسيارات ذات المقعدين) من 20 سنتًا إلى 15 سنتًا باتجاه واحد (و 25 سنتًا ذهابًا وإيابًا). تم هدم الجسر في عام 1925 واستعيض عنه بجسر البندقية في العام التالي.
ضغط الأخوان لوموس لدعم لجنة مقاطعة (الولايات المتحدة) لانشاء جسر ثاني يربط ميامي بالجزر الحاجزة في ميامي بيتش، وتم افتتاح جسر المقاطعة في 17 فبراير 1920 والذي سمي فيما بعد بـ«جسر ماكآرثر». وفي عام 1925 تم إنشاء بيسكاين بوينت في الطرف الشمالي لميامي بيتش.
تم إنشاء جسر ثالث يعبر خليج بيسكين إلى جزيرة نورماندي عام 1929 والذي بدأ بأنشائه المطور «هنري ليفي» قبل عدة سنوات من خلال أعمال تجريف ومليء النصف الجنوبي من «جزيرة ميد». وفي عام 1959 تم بناء جسر جوليا تاتل.
ومن تم إنشاء طرق أخرى مثل جون إف كينيدي (شارع 79) والجسر العريض (الذي يربط البر الرئيسي في ميامي)، وجسر ريكنباكر (الذي يربط ميامي بالجزر الحاجزة فرجينيا كي وكي بيسكاين عبر خليج بيسكين). و «كارد ساوند بريدج» وهو جسر مأصر يربط البر الرئيسي في منطقة هومستيد بالجزء الشمالي من جزيرة «كي لارغو».

## الحياة البرية والمحميات الطبيعية
في عام 1975، تم تعيين الخليج كمحمية مائية دولة. وتمتد المحمية المائية بكاملها في خليج بيسكين من نهر أوليتا في الشمال إلى كارد ساوند في الجنوب، باستثناء الجزء المركزي للخليج وهو حديقة بيسكين الوطنية. وتم إضافة محمية ثانية بالقرب من كيب فلوريدا لايت في كي بيسكاين. وتتم إدارة هاتين المحميتين الآن بواسطة ولاية فلوريدا تحت اسم «محمية بيسكاين باي المائية». وتقع حالياً سبعة منازل متبقية من مستوطنة بيسكين باي في ستيلتسفيل ضمن حدود هذه الحديقة الوطنية التي تم تأسيسها في عام 1980. حيث تحتوي على الدلافين قارورية الأنف وخروف البحر الأمريكي.
الخليج هو أيضا موطن لكلية روزنستيل للعلوم البحرية والجوية التابعة لجامعة ميامي في فرجينيا كي (التي تأسست في عام 1947). وكذلك «بيسكين باي كامبوس» هو فرع تابع لجامعة فلوريدا الدولية (التي تأسست في عام 1977 في شمال ميامي) حيث يضم مجموعة من الطلاب تزيد عن 7000 طالب، ويعد أكبر فرع في نظام جامعة ولاية فلوريدا.